# Feline Follies
Feline Follies è un cortometraggio d'animazione statunitense del 1919, distribuito da Paramount Pictures. Il film segna la prima apparizione del personaggio di Felix the Cat, qui chiamato Master Tom.

## Trama
Master Tom, un gatto nero maschio, incontra una gatta bianca femmina. Innamoratosi, con delle serenate afferma che dedicherà le sue nove vite a lei. Il cantare di Tom sveglia però tutto il vicinato. Mentre Tom è fuori casa, però, i topi la mettono a soqquadro e la padrona di casa caccia via Tom. Il gatto scopre poi che la gatta di cui è innamorato è madre di un grande numero di gattini e Tom scappa via a gambe levate. Master Tom incappa in un'officina del gas, e il gatto lo inala per suicidarsi.

## Distribuzione
Feline Follies venne distribuito  il 9 novembre 1919, come uno dei film del Paramount Screen Magazine. L'iniziale distributore del film fu la Famous Players-Lasky Corporation (successivamente conosciuta come Paramount Pictures).